# Ustilago tragana
Ustilago tragana är en svampart som beskrevs av Zundel 1943. Ustilago tragana ingår i släktet Ustilago och familjen Ustilaginaceae.   Inga underarter finns listade i Catalogue of Life.